# Kleine Fässchenschnecke
Die Kleine Fässchenschnecke (Sphyradium doliolum), auch Kleine Tönnchenschnecke genannt, ist eine Schneckenart aus der Familie der Fässchenschnecken (Orculidae), die zur Unterordnung der Landlungenschnecken (Stylommatophora) gerechnet wird. Es ist die einzige Art der Gattung Sphyradium Charpentier, 1837.

## Merkmale
Die zylindrische Gehäuse ist 4,5 bis 6 mm hoch und 2 bis 2,5 mm breit. Es hat 7½ bis 9 schwach gewölbte Windungen, die von einer seichten Naht voneinander abgesetzt sind. Das Gehäuse erreicht im oberen Drittel seine größte Breite und verjüngt sich dann auf den letzten drei Umgängen zur Mündung hin. Die Endwindung steigt zur Mündung hin etwas an. Zum Apex hin ist es halbkugelig gewölbt. Die Oberfläche des Gehäuses ist mattglänzend, hornfarben und nur wenig transparent. Es ist weit berippt, die Rippen sind bei frischen Exemplaren mit gut erhaltenem Periostrakum lamellenartig. Die Abstände der Rippen nehmen auf den zuletzt gebildeten Windungen zu. Der Mundsaum ist erweitert bzw. umgebogen und durch eine weiße Lippe stark verdickt; er ist im Parietalbereich unterbrochen. Die eiförmige bis annähernd runde Mündung zeigt eine mittlere Parietalfalte, selten einen angularen Tuberkel und zwei Columellarfalten, die aber nicht deutlich voneinander getrennt sind. Juvenile Exemplare haben etwa bis vier oder fünf Windungen einen offenen Nabel, bei erwachsenen Tieren ist er geschlossen.
Die Radula weist in einer Halbreihe 18 Zähne auf; der Mittelzahn ist dreispitzig, die Lateralzähne ebenfalls dreispitzig und die Marginalzähne drei- bis sechsspitzig. Im Geschlechtsapparat besteht die Zwitterdrüse aus sieben kleinen Büscheln. Der Zwittergang ist sehr stark s-förmig gefaltet. Die Albumindrüse ist sehr klein und besitzt eine zottige Oberfläche. Der Spermovidukt ist stark abgeflacht, die Prostata vergleichsweise breit. Der freie Eileiter ist vergleichsweise sehr lang, dafür ist die Vagina recht kurz. Der Stiel der Spermathek ist lang, die Blase selber länglich eiförmig. Im männlichen Teil des Geschlechtsapparates ist der Penis relativ lang. Am Übergang zum Epiphallus befindet sich ein langer Appendix. Am Abzweig des Appendix ist der Penis mit einem distalen Teil des Epiphallus durch einen Muskelstrang verbunden. Dadurch bilden proximaler Penis und distaler Teil des Epiphallus eine Schlaufe. Im weiteren Verlauf des Penis (oder Epiphallus) folgt ein weiterer Blindsack. Der proximale Teil des Epiphallus ist stark verdickt. Am Ende des verdickten Teil setzt der Epiphallus/Penis-Retraktormuskel an. Der Samenleiter trennt sich vom Spermovidukt bereits am distalen Ende der Prostata, er ist wenig gewunden.

### Ähnliche Arten
Die Art und Gattung unterscheidet sich von den anderen Gattungen der Orculinae durch den Geschlechtsapparat; im männlichen Part ist ein besonderer Penisappendix ausgebildet, der bei den anderen Gattungen fehlt.

## Geographische Verbreitung und Lebensraum
Das Hauptverbreitungsgebiet der Art liegt in Süd- und Südosteuropa; insgesamt erstreckt es sich von den Pyrenäen im Westen bis in den Nordiran, und Turkmenistan im Osten. In Deutschland befindet sich das nördlichste Vorkommen bei der Porta Westfalica, weiter im Osten gibt es Vorkommen in Südpolen, auf der Krim und im Kaukasus (Aserbaidschan, Armenien, Georgien und Russland). In der Schweiz steigt sie bis auf 1400 m, in Bulgarien bis auf 1900 m über dem Meeresspiegel an.
Die Kleine Fässchenschnecke lebt in Wäldern unter dem Laubstreu oder zwischen Geröll, in Trockenmauern, oft auch an Quellen. Sie bevorzugt warme und eher trockene Habitate, häufig, aber nicht ausschließlich, auf kalkigen Böden. In höheren Lagen ist sie mehr im offenen Gelände anzutreffen.

## Taxonomie und Systematik
Die Art wurde 1792 von Jean-Guillaume Bruguière als Bulimus doliolum erstmals beschrieben. Es ist die Typusart und derzeit einzige Art der Gattung Sphyradium de Charpentier, 1837. Die Festlegung als Typusart erfolgt 1860 durch Johann Christoph Albers und Eduard von Martens. Ein jüngeres objektives Synonym ist Scyphus Monterosato in Ceccioni, 1908, da diese Gattung auf derselben Typusart beruht.
Die früher als eigene Unterarten ausgeschiedenen Taxa, Sphyradium doliolum klemmi Altimira, 1959 und Sphyradium doliolum turcica Letourneux, 1884 werden heute als Synonyme betrachtet. Auch das aus Rumänien beschriebene Taxon Sphyradium dobrogicum Grossu, 1986, später zur Gattung Orcula gestellt, wird heute als Synonym von Sphyradium doliolum gewertet.

## Gefährdung
Die Art gilt in der Nordschweiz als stark gefährdet, in der Südschweiz als „nur“ gefährdet. In Deutschland ist sie stark gefährdet (Kategorie 2).

## Belege

### Online
- AnimalBase - Sphyradium Charpentier, 1837
- AnimalBase - Sphyradium doliolum (Bruguière, 1792)